# Raffaele Nigro
Raffaele Nigro (Melfi, 9 novembre 1947) è uno scrittore e giornalista italiano.

## Biografia
Di origini lucane, vive e lavora a Bari, dov'è stato programmista-regista dal 1979 al 1989. Iscritto all'Ordine dei giornalisti della Puglia, è stato nominato Direttore e successivamente Caporedattore per la sede regionale della RAI.
Come giornalista, Nigro collabora ai quotidiani Avvenire, Il Mattino, La Gazzetta del Mezzogiorno, Corriere della Sera. Con il poeta Lino Angiuli ha fondato le riviste Fragile, In/Oltre, Incroci. Con Giuseppe Lupo, Mimmo Sammartino e Piero Lacorazza ha fondato la rivista Appennino.
L'inizio della sua attività di scrittore risale alla metà degli anni settanta, quando ha pubblicato le risultanze di alcune ricerche condotte nell'ambito dell'etno-antropologia nel volume Tradizioni e canti popolari lucani: il melfese (Bari, 1976) e negli lp U timb jè nnuvl, Bari,Compagnia dell'Arco, 1977 e La serpa lucend, Bari, Compagnia dell'Arco, 1981. Ha condotto nel contempo indagini sulla letteratura lucana e sulla storia culturale del Sud, tra cui Centri intellettuali e poeti nella Basilicata del secondo Cinquecento e Basilicata tra Umanesimo e Barocco  (premio Basilicata per la saggistica), oltre a una serie di saggi su Giacomo Cenna, Antonio Persio, Donato Porfido Bruno, Maria Carlucci, Rocco Scotellaro e ad antologie di poeti meridionali della seconda metà del XX secolo. Nel 1975, Nigro e un gruppo di poeti pugliesi, tra cui Daniele Giancane, Alessandro Zaffarano, Francesco Bellino, hanno fondato il movimento Interventi culturali.
Il 1980 è l'anno del suo esordio come drammaturgo con Il Grassiere, allestito dal teatro Abeliano di Bari. Altre opere drammaturgiche sono: Il santo e il Leone, Hohenstaufen, portate in scena nel 1986 dal gruppo teatrale di Giorgio Albertazzi e Bande, Discarica, Tutti i colori del Novecento. In poesia ha pubblicato Giocodoca, Nulla concede il doganiere e La metafisica come scienza: quest'opera analizza e sperimenta la lingua dei mass-media e la trasformazione della cultura contemporanea. 
Nella narrativa ha esordito nel 1986 con la raccolta di racconti A certe ore del giorno e della notte, cui hanno fatto seguito i romanzi storici I fuochi del Basento (1987; vincitore del premio Campiello), La baronessa dell'Olivento (1990), Ombre sull'Ofanto (1992) e Dio di levante (1994).
Quella di Nigro può essere considerata una scrittura "sperimentale" e "antropologica". Il suo lavoro è tipico di uno scrittore che si sforza di inventare una nuova tipologia letteraria in rotta di collisione con il convenzionale, in quanto va oltre le formule del realismo e si fonda sull'uso di metafore e di invenzioni proprie del realismo magico.

Raffaele Nigro all'edizione 1992 del Premio Chiara, di cui fece parte della prima giuria letteraria

Nel 1997 ha pubblicato Adriatico, finalista al Premio Strega. Tra i suoi libri ricordiamo anche i reportage Viaggio in Albania, edito da Thoena di Tirana, Viaggio in Basilicata, pubblicato da Adda Editore, Diario mediterraneo e Viaggio in Puglia, editi da Laterza; per la sua attività di giornalista e di scrittore gli è stata attribuita la cittadinanza onoraria dal comune di Pomarico - che nel 1992 gli ha conferito anche il Premio LucaniaOro per la Cultura., 
Hanno fatto seguito i romanzi Desdemona e Cola Cola, Gli asini volanti, Viaggio a Salamanca, Diario Mediterraneo e Malvarosa (2005; finalista al Premio Campiello). Nel 2006 presso Rizzoli è uscito il saggio Giustiziateli sul campo. Letteratura e banditismo da Robin Hood ai giorni nostri, vincitore dei premi Vinadio e Capitanata, e nel 2009 il romanzo Santa Maria delle battaglie. Del 2010 è Fernanda e gli elefanti bianchi di Hemingway, Premio Nazionale Letterario Pisa. Nel 2011, infine, un suo testo è apparso nell'antologia Meridione d'inchiostro. Racconti inediti di scrittori del Sud (Stilo Editrice).
Nel 2012 ha scritto con Cosimo Damiano Damato e Lucio Dalla il musical Il bene mio, andato in scena al Petruzzelli di Bari. Lo stesso music hall è stato poi reinterpretato da Moni Ovadia. Nello stesso anno ha visto la luce il saggio Ascoltate signore e signori. Ballate banditesche del settecento meridionale, pubblicato con la Capone di Lecce.
Nel 2021 pubblica Il cuoco dell'imperatore per i tipi de La nave di Teseo, ricostruzione letteraria dedicata alla figura di Federico II. Nel 2024 sempre per La nave di Teseo ha pubblicato il romanzo Il dono dell'amore  

## Altre attività

### Cinema e televisione
Nel 2004 Nigro ha partecipato al film Darsi alla macchia di Fulvio Wetzl, docu-dramma che ricostruisce alcuni episodi minori della vita del brigante Carmine Crocco: nel film Nigro ha contestualizzato la personalità del brigante post-unitario, ridimensionandone la negatività.
Per il cinema ha sceneggiato Il viaggio della sposa, regia di Sergio Rubini; La luna nel deserto, regia di Cosimo Damiano Damato, film d'animazione liberamente ispirato al romanzo Desdemona e Cola Cola. 
Ha recitato, interpretando con autoironia la parte di sé stesso, nella sedicesima puntata de Il Polpo (fiction andata in onda negli anni novanta su Telenorba con Toti e Tata).
Dal 1979 al 1989 è stato Programmista Regista presso le sedi Rai di Roma, Potenza e Bari, realizzando una ventina di documentari.
Dal 1989 al 1983 è stato giornalista presso la sede Rai della Puglia, collaborando ai settimanali "Bellitalia" e "Mediterraneo", con numerosi servizi. Nominato direttore di sede e poi Caporedattore per la Puglia, è stato utilizzato dal 1997 come inviato , fino al 2013 e ha realizzato innumerevoli servizi per la sede regionale, per le iubriche "Bellitalia" e "Mediterraneo".
Chimato nel 1987 da Angelo Guglielmi alla curatela di alcune rubriche televisive e da Demattè per la direzione del Prix Italia,ha declinato gli 'inviti, accettando di dirigere la sede Rai della Puglia.
Nel 1987 gli fu proposta la condirezione di Radio 3 e successivamente la costituzione  di unTg del Mediterraneo per il quale ha visitato le capitali di tutti i paesi cel Magreb. .

### Attività politica
Nel 2010 è candidato come capolista al Consiglio Regionale della Regione Puglia nelle liste di Sinistra Ecologia Libertà che sostengono il presidente uscente Nichi Vendola. 
Dall'agosto 2016 Nigro è stato nominato vicesindaco e assessore alla Cultura del comune di Melfi dal sindaco in carica Livio Valvano. Dal 2019 è stato nominato "ambasciatore alla cultura" dello stesso comune di Melfi. Ha costituito il Comitato scientifico per il Millenario della fortificazione di Melfi, presieduto dallo storico medievista e accademico dei Lincei, Cosimo Damiano Fonseca, già fondatore e primo rettore per 12 anni dall’Università degli Studi della Basilicata insieme a Francesco Panarelli, ordinario di Storia Medievale della stessa Università, Pietro Dalena, prorettore dell'Università della Calabria e Livio Valvano, sindaco di Melfi. Le manifestazioni sono state avviate da Vera von Falkenausen e con il sostegno del Ministero dei Beni Culturali, presieduto da Dario Franceschini, si sono svolte negli anni 2018 - 2021, attraverso tre convegni internazionali sulla presenza di Longobardi, Bizantini, Normanni, Svevi e Angioini. Gli atti sono stati pubblicati dall'editrice Adda di Bari.
Il 9 settembre 2021, per le molteplici attività svolte in favore della Comunità, gli è stata conferita la cittadinanza onoraria di Melfi.

## Opere

### Saggistica, curatele e drammaturgia
- Tradizioni e canti popolari lucani: il Melfese, Bari-Melfi 1976 e Melfi 2003.
- Poeti giovani di Puglia, Bari 1976.
- L'umanesimo controriformista del lucano Sebastiano Facciuta, Roma 1978.
- L'Accademia dei Rinascenti e il bembismo a Venosa: discorso-trattato sull'estetica di Annibale Caracciolo, in "Studi lucani e meridionali" (1978), pp. 83–94.
- Per un'indagine sulla letteratura lucana - Centri intellettuali e poeti nella Basilicata del Secondo Cinquecento, Edizioni Interventi Culturali, Bari-Melfi 1978.
- Per un'indagine sulla letteratura lucana - La cultura a Melfi: nota bibliografica, Bari, Levante, 1976.
- Poeti della Puglia, in collaborazione con Daniele Giancane, Forlì, Forum, 1978.
- Poeti della Basilicata, Forum, 1979.
- Basilicata tra umanesimo e barocco: testi e documenti, Bari, Levante, 1981.
- Appunti cronologici per una biografia di Antonio Persio, discepolo di Telesio e Accademico Linceo in "Bollettino della Biblioteca provinciale di Matera", II (1981), n. 2, pp. 25-41.
- Bande, Levante, 1981.
- Il "Giuditio di Paris" di Donato Porfido Bruno, ovvero ironia e polemica sugli stili e sulla lingua tra Cinque e Seicento, in "Bollettino della Biblioteca provinciale di Matera", III, (1982) n. 4, pp. 53-68.
- Maria Carlucci: la malattia come metodo, Levante, 1984.
- Hohenstaufen: i fantasmi di Federico, Venosa, Osanna, 1986; 2ª edizione 1994.
- Viaggio in Basilicata, fotografia di Nicola Amato, Bari, Mario Adda Editore, 1996. ISBN 8880822535
- Poeti e baroni nel Rinascimento lucano, Osanna, 1997.
- Francesco Berni 1497?-1535?. Scelta e introduzione di R.N., Roma, Istituto Poligrafico dello Stato, 1999.
- Desdemona e Cola Cola: storia di una gazza affamata, di una colomba infelice e di una luna che voleva un figlio, Firenze, Giunti, 2000. ISBN 8809017048
- Viaggio a Salamanca, romanzo, Torino, Aragno, 2001. ISBN 888419069X
- Diario mediterraneo, Roma-Bari, Laterza, 2001. ISBN 8842063789
- Puglia: viaggio nelle tradizioni e nel folklore, con la collaborazione di Stefania Mola; fotografia di Nicola Amato e Sergio Leonardi, Mario Adda Editore, 2002. ISBN 8880824813
- Parliamo di Puglia: sessanta conversazioni d'autore, presentazione di Lino Patruno; fotografia di Nicola Amato e Sergio Leonardi, Mario Adda Editore, 2002. ISBN 8880824465
- Gli asini volanti, disegni di Max Casalini, Aragno, 2002. ISBN 8884191726
- Burchiello e burleschi. Introduzione e cura di R.R., Roma, Istituto Poligrafico dello Stato, 2002.
- Giovanni Antonio Antodari, Guerra di Aragonesi et sforceschi a cura, Bari-Matera, Giuseppe Barile ed, 2003.
- Tutti i colori del Novecento, Lecce, Manni, 2003. ISBN 8881763893
- Puglia: borghi da riscoprire, fotografia di Nicola Amato e Sergio Leonardi, Mario Adda Editore, 2005. ISBN 888082614X
- Falene: poesie in lingua lucana, Aragno, 2005. ISBN 888419234X
- La piazza nella letteratura meridionale, in Rivista di epistemologia didattica, 1 (2006), n. 2, pp. 59-65.
- Giustiziateli sul campo: letteratura e banditismo da Robin Hood ai nostri giorni, Milano, Rizzoli, 2006. ISBN 8817009849
- Novecento a colori: percorsi nell'arte di un secolo infinito, con una prefazione di Ettore Catalano, Bari Progedit, 2008. ISBN 9788861940338
- Maschere serene e disperate, Manni, 2008. ISBN 9788862660464
- Il brigantaggio nella letteratura, in Briganti: immagini e scritti sul brigantaggio post-unitario in Basilicata, a cura di Michele Saraceno, Pasquale Ciliento, Melfi 2008.
- Viaggio in Puglia (2009), Laterza, 2009. ISBN 9788842090397
- Puglia e Basilicata: un dialogo mediterraneo, Mario Adda Editore, 2009. ISBN 9788880828532
- Memorie e disincanti: uomini e scritture del mezzogiorno, Trapani, Di Girolamo, 2010. ISBN 9788887778403
- Il brigantaggio postunitario: dalle cronache al mito, Mario Adda Editore, 2010. ISBN 9788880829256
- Il bene mio, in collaborazione con Cosimo Damiano Damato, interpretazione di Lucio Dalla, 2012.
- Ascoltate signore e signori. Ballate banditesche del settecento meridionale, Cavallino di Lecce, Capone, 2012.
- Prapatapumpa-padronemiotivoglioarricchire - Moni Ovadia canta Matteo Salvatore scritto in collaborazione con Cosimo Damiano Damato. Interpretazione di Moni Ovadia, 2012.
- Lucania. Notizie da un millennio in fermento, foto di Piero Lovero, Potenza, Regione Basilicata, Rionero, Grafiche Di Lucchio, 2013.
- Scrittori cristiani di un Novecento inquieto, Roma, Studium, 2016.
- A egregie cose... Versi di Abele Mancini e Atenaide Pieromaldi, Melfi, Augustali, 2017.
- Ritorno in Lucania, Bari, Progedit, 2017.
- Augustali, a cura e in collaborazione con Franco Corona, Melfi, Parco Letterario Federico II,2019, nn. 1-2, II,2020, nn. 3-4.
- Il mondo che so. Viaggi in Italia, Matelica, Hacca, 2019.
- Dizionario etimologico del dialetto di Melfi, Matera, Giuseppe Barile ed., 2019.
- Civiltà Appennino, Roma, Donzelli, 2019.
- Le vie dell'Acqua. L'Appennino raccontato attraverso i fiumi, Roma, Donzelli,2020
- Il millenario della fortificazione di Melfi, 1018-2018, Melfi, Parco Letterario Federico II.
- Il Gesuita Luca Pinelli tra Calvinismo e Controriforma, Adda, 2021.
- Agostino da Vietri, Martirio di san Giuseppe da Leonessa, Osanna, 2021,
- Buon Appennino. La cultura del cibo nell'Italia interna, Soveria Mannelli, Rubbettino, 2022
- ( a cura) Nicola Albani., Viaggio da Napoli a San Iacopo di Galizia, Parco Letterario Fereico II, 2023

### Poesia
- Giocodoca, Fasano, Schena, 1981

- La Metafisica come scienza, Bari, Levante, 1984
- Falene, Torino, Aragno, 2005
- Nulla concede il doganiere, Brindisi, Il Tempietto
- Gli dei sono fuggiti, Bari, Progedit, 2020

### Narrativa
- Il grassiere: storie, glorie e patorie per Franceschiello e re Vittorio, ovvero, Canzone a ballo per Pulcinelli, bruiganti. cantimpanchi e Congedo finale, pref. di Aldo De Jaco, con un saggio di Leonardo Mancino, Ancona, Quattrocittà, 1981. Ristampa, Fasano, Schena,1992
- A certe ore del giorno e della notte, Foggia, Bastogi, 1986.
- I fuochi del Basento, Milano, Camunia, 1987. ISBN 8877670045
- La baronessa dell'Olivento, Camunia, 1990. ISBN 8809012739
- Il piantatore di lune e altri racconti, introduzione di Geno Pampaloni, Rizzoli, 1991. ISBN 8817110329
- Ombre sull'Ofanto, Camunia, 1992. ISBN 8809216903
- Dio di Levante, Milano, Mondadori, 1994. ISBN 8804387025; 2ª edizione, Hacca, 2011. ISBN 9788889920602
- Adriatico, Giunti, 1998. ISBN 8809212703
- Desdemona e Cola Cola, Firenze, Giunti, 1999
- Viaggio a Salamanca, Torino, Aragno, 2000
- Gli asini volanti, Torino, Aragno, 2002
- Malvarosa, Milano, Rizzoli, 2005. ISBN 8817005754
- L'utopia della città felice: un racconto con dodici finali, Roma, Gremese, 2006. ISBN 88-8440-423-1
- Maschere serene e disperate, Lecce, Manni, 2008
- Santa Maria delle Battaglie, Rizzoli, 2009. ISBN 9788817031455
- L'uomo che vendeva entusiasmo, racconto, in Grand Tour. Rivisitare l'Italia nei suoi 150 anni, Italianieuropei, n. 5 (2010).
- Fernanda e gli elefanti bianchi di Hemingway, Rizzoli, 2010. ISBN 9788817045599
- Memorie di un barbaro e di un latino, Catania, Editoriale Stilos, 2010.
- Lettera di Natale, in Natale Mediterraneo. Scrittori del sud raccontano, Novara, Interlinea, 2012.
- Gente in Adriatico, Mario Adda Editore, 2013.
- Il muro del mare, Tirana, LBN editor, 2013.
- Il custode del museo delle cere, Rizzoli, 2013.
- Il Vangelo secondo Pasolini, Monologo per l'interpretazione di Michele Placido, Matera 2015.
- Il cuoco dell'imperatore, Milano, La Nave di Teseo, 2021.
- Il dono dell'amore,Milano, La Nave di Teseo, 2024

## Riconoscimenti
Per meriti culturali gli è stata conferita la cittadinanze onorarie dai comuni di Adelfia, Aliano, Noci, Rocchetta Sant'Antonio, Toritto, Bitetto, San Vito dei Normanni, Tursi, Melfi.
Il 7 maggio 2003 l'università di Malta gli ha conferito la laurea honoris causa in Scienza della Comunicazione e il 12 aprile 2005 l'Università degli studi di Foggia gli ha conferito la laurea honoris causa in Lettere e Filosofia.

### Premi letterari
- 1981: per Basilicata tra Umanesimo e Barocco, Premio Basilicata per la saggistica.
- 1985: per La metafisica come scienza, Premio Frontino Montefeltro poesia.; Premio Alfonso Gatto - Salerno
- I fuochi del Basento: Premio Campiello 1987,[3] Premio Napoli[4] 1987 e Premio Città di San Severo 1989.
- Il piantatore di lune: Premio Latina per il Tascabile 1991 e Premio Provincia di Bari 1991.
- La baronessa dell'Olivento: Premio Carlo Levi 1991 ; Premio Nazionale Rhegium Julii 1991;[5] Premio Selezione Fenice Europa ; Premio Selezione Scalea 1993; finalista Premio Penne e finalista Premio Bancarella 1993; Premio Frontino Montefeltro narrativa.
- 1993: per Ombre sull'Ofanto, Premio Grinzane Cavour e Premio Città di Penne.
- 1997: per Adriatico, Premio Scanno, Premio San Felice Circeo, Premio Cirò e finalista Premio Strega.
- Diario mediterraneo: Premio Cesare Pavese 2000; Le Agavi; Panormus 2007.
- 2005: per Malvarosa, Premio Selezione Campiello,[3] Premio Mondello, Premio Flaiano, Premio Maiori, Premio Biella e Premio Selezione Lucca.
- 2006: per Giustiziateli sul campo, Premio Vinadio e Premio Capitanata.
- 2009: per Santa Maria delle Battaglie, Premio Acqui Storia (sezione romanzo storico) e Premio Selezione Lucca.
- 2011: per Fernanda e gli elefanti bianchi di Hemingway, Premio Nazionale Letterario Pisa (sezione narrativa).
- Il custode del museo delle cere: Premio Rodi - Giuseppe Cassieri 2014; Premio Carical, Culture del Mediterraneo 2015; Premio Mario La Cava, 2017; Premio De Lorenzo - Città di Lagonegro 2017.
- Civiltà Appennino: Premio speciale della giuria al Premio Parco Maiella 2019 e Premio De Lorenzo Città di Lagonegro 2022.
- 2019 -  per Gli dei sono fuggiti, Premio Montale  Fuori di casa
- Il cuoco dell'imperatore: Premio Anassilaos Reggio Calabria 2021,[6] Premio Penne 2022, Premio selezione Dessì 2022, Premio  Porta d'Oriente Bari 2022.
- Il dono dell'amore. Premio Internazionale Antono Semeria Città di Sanremo 2025